# 切爾沃尼利曼 (巴文科伏區)
49°6′24″N 36°48′48″E / 49.10667°N 36.81333°E
切爾沃尼-利曼（烏克蘭語：Червоний Лиман）是位於烏克蘭東部的村莊，由哈爾科夫州伊久姆區的巴爾溫科韋市鎮負責管轄。該村始建於1927年，面積1.68平方公里，海拔高度77米，2001年人口418，人口密度每平方公里249.1人。